# Medal of Honor: Rising Sun
Medal of Honor: Rising Sun é um jogo eletrônico de tiro em primeira pessoa desenvolvido pela EA Los Angeles e publicado pela EA Games em novembro de 2003. Foi lançado para PlayStation 2, Xbox e GameCube. É a quinta edição da série Medal of Honor.
Rising Sun se passa na Segunda Guerra Mundial durante a Guerra do Pacífico. Possui recursos para um jogador e multijogador (o multijogador foi encerrado em novembro de 2006). No modo para um jogador, o jogador assume o papel do cabo Joseph Griffin enquanto combate o Império do Japão em locais no Pacífico e Sudeste Asiático.

## Jogabilidade
Medal of Honor: Rising Sun é um jogo de tiro em primeira pessoa. O esquema de jogabilidade, motor gráfico e elementos do HUD são semelhantes ao seu antecessor, Medal of Honor: Frontline. O jogador luta ao lado de aliados controlados por IA ou um segundo jogador, podendo se agachar, ampliar a mira e usar granadas. A ambientação na Guerra do Pacífico introduz armas de origem japonesa, mas são restritas ao modo multiplayer.

### Multiplayer
Rising Sun possui dois modos multiplayer, Deathmatch: uma partida contra todos, e Team Deathmatch, em que o jogador pode escolher times. Existem personagens do enredo americanos ou japoneses que podem ser escolhidos para a partida multijogador. O multiplayer online foi um dos elementos principais do jogo. O modo online atraiu e manteve os jogadores leais até seu fechamento em 2006. Ainda hoje ele pode ser jogado de modo não oficial, através de códigos ou alterações no sistema da plataforma do jogo. Rising Sun também disponibiliza uma campanha para dois jogadores (co-op) que segue o mesmo enredo (exceto uma missão) e permite que qualquer jogador reapareça se o outro ainda estiver vivo. O multijogador offline em tela dividida também está disponível, onde até quatro pessoas podem jogar umas contra as outras e, opcionalmente, adicionar bots de IA.

## Sinopse

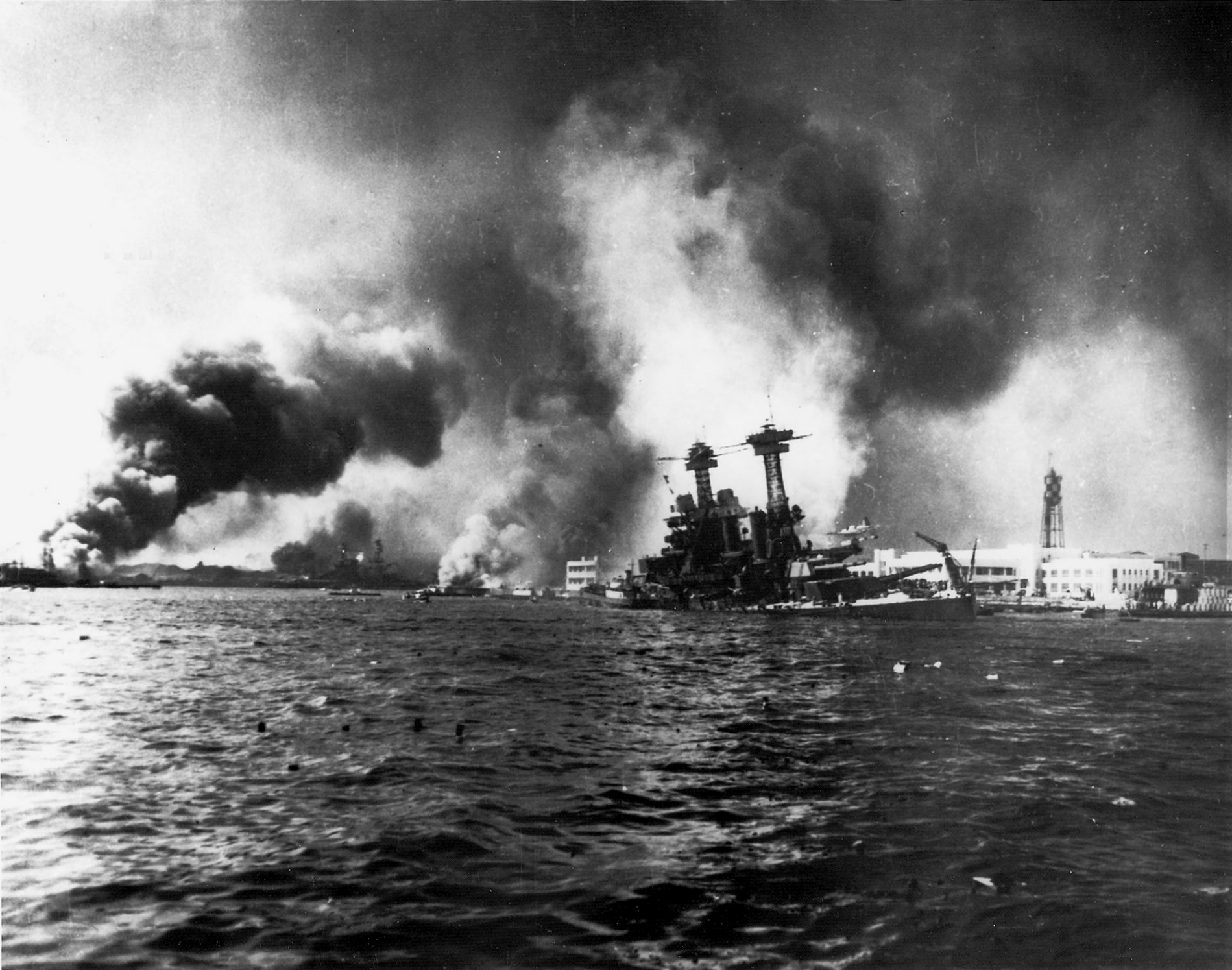
Rising Sun começa no Ataque a Pearl Harbor, com o personagem tendo que defender o USS California, que por fim naufraga e joga seus tripulantes nas águas do Oceano Pacífico.

A enredo tem como base o Ataque a Pearl Harbor, quando os japoneses lançaram um ataque surpresa à base naval americana no Havaí, levando a entrada dos Estados Unidos na Segunda Guerra Mundial. O jogador controla o fuzileiro naval (posteriormente agente do OSS) Joseph D. "Joe" Griffin, que luta na Guerra do Pacífico e no Sudeste da Ásia após seu irmão Donnie Griffin ter sido capturado pelas forças inimigas.

### Enredo
Em 7 de dezembro de 1941, o cabo do Corpo de Fuzileiros da Marinha dos Estados Unidos Joseph D. 'Joe' Griffin acorda no USS California para o Ataque a Pearl Harbor. Ele segue para o convés, apagando incêndios e ajudando os tripulantes ao longo do caminho, e se encontra com o sargento Jack 'Gunny' Lauton, seu comandante. Joe trabalha para defender o couraçado, derrubar aviões japoneses e destruir torpedos que atingem o casco. Quando um dos torpedos atingiu o couraçado, Joseph foi jogado para fora do convés pela explosão. Felizmente, ele foi resgatado por Gunny, soldado Francis Spinelli e soldado Silas Whitfield em um barco de patrulha. Joseph tripulou a torre dupla de calibre .50 no barco abatendo os aviões japoneses para defender a frota americana. Depois de testemunhar o emborcamento do USS Oklahoma e a explosão e o naufrágio do USS Arizona, eles escoltam o USS Nevada enquanto ele tenta escapar do porto.
Em 1º de janeiro de 1942, Joe e Gunny estão envolvidos na defesa das Filipinas, que está sendo cercada pelos japoneses. Eles se encontram com o irmão mais novo de Joe, soldado Donnie Griffin, que está em uma unidade de demolição dos fuzileiros navais. Donnie e os engenheiros de demolição precisam explodir a ponte de Calumpit para evitar seu uso pelo inimigo, mas seu caminhão de demolição foi capturado e está em algum lugar da praça da cidade. Os três recuperam o caminhão com sucesso mas Donnie ainda está dentro de um tanque Stuart quando ele é invadido por soldados japoneses e posteriormente é dado como morto. Gunny e Griffin recuam para ponte e a explodem com sucesso, com Gunny lamentando a Griffin pela perda de Donnie.
Em 7 de agosto de 1942, Gunny, Joe e outros fuzileiros navais fazem parte de um ataque precursor à meia-noite no Rio Tenaru em Guadalcanal, Ilhas Salomão, para destruir o depósito de munição e suprimentos do inimigo e tomar o campo de pouso em construção antes do desembarque principal no amanhecer. Joe descobre por uma carta de sua irmã que Donnie está vivo e mantido prisioneiro pelos japoneses. Em 14 de outubro de 1942, os japoneses estão fustigando o campo de pouso em Guadalcanal com artilharia de sua posição de codinome "Pistol Pete". Por causa disso, Gunny dá a Joe dois fuzileiros navais e a missão de eliminar a artilharia inimiga. No caminho, eles se encontram com Martin Clemens, um soldado escocês da Guarda Costeira, e 2 nativos da polícia das Ilhas Salomão chamados Selas e Kiep, e trabalham para resgatar o prisioneiro de guerra tenente Edmund Harrison, um especialista em demolições do grupo de Donnie que posteriormente explode as posições de artilharia inimiga para eles. A missão é bem-sucedida e Joe é recomendado por Gunny para o Escritório de Serviços Estratégicos (OSS) e promovido a sargento.
Em março de 1943, Joe é enviado para Singapura ocupada para se infiltrar em uma cúpula secreta do Eixo liderada pelo comandante japonês Shima. Ele se encontra com o soldado de primeira classe Ichiro 'Harry' Tanaka, um agente nipo-americano da OSS, e o major Philip Bromley, um agente britânico da SOE. Joe consegue roubar o uniforme do coronel alemão Kandler para se infiltrar no local do encontro, onde o comandante japonês Masataka Shima revela a descoberta de grandes quantidades de ouro na Birmânia; e apresenta o general Sergei Borov, um traidor russo dos Aliados que planeja derrubar Stalin para forjar a paz entre a Alemanha Nazista e a União Soviética. O disfarce de Joe é descoberto quando o coronel Kandler entra e denuncia Joe, mas Bromley chega, e os dois lutam para sair do hotel, e Tanaka os pega em um ônibus de dois andares e fogem do local.
Em 26 de abril de 1944, os três são enviados em uma missão para investigar as operações japonesas de fundição de ouro em templos na Birmânia ocupada. Enquanto estava lá, Raj, um piloto dos Tigres voadores, é abatido e eles começaram a trabalhar para resgatá-lo. Bromley e seus homens destroem quatro canhões antiaéreos para que um ataque aéreo adequado possa ser feito, e Tanaka e Joe se infiltram nos templos e resgatam Raj. O ataque aéreo destrói a operação de fundição de ouro e a missão é bem-sucedida. Em 17 de julho de 1944, Joe caiu do avião enquanto estavam sobrevoando a Tailândia ocupada enquanto investigavam um trem com o ouro de Shima nele. Ele consegue abrir seu paraquedas e se encontra com Bromley em terra, eles explodem um trem cheio de ouro de Shima, mas mais dele está a bordo do superporta-aviões de Shima, então eles voam para lá e chegam no dia seguinte.
Bromley e Joe abrem caminho abaixo do convés, sabotando o sistema de ventilação e os tanques de combustível e plantando cargas explosivas para afundar o navio, enquanto Tanaka se infiltra nos aposentos do oficial para encontrar Shima. Joe e Bromley são gaseados e capturados depois de muita luta, e Shima os interroga. Tanaka consegue libertar Joe, mas é morto pessoalmente por Shima. Joe luta para abrir caminho por mais partes do navio e testemunha Shima escapando com Donnie em um avião. Eventualmente, Joe e Bromley se encontram no convés e roubam um avião. Depois de várias decolagens fracassadas e abatendo muitos aviões inimigos, eles saem do navio momentos antes de suas cargas detonarem e fazerem o porta-aviões afundar. Bromley lamenta a morte de Tanaka, mas promete a Joe que eles localizarão Shima e resgatarão Donnie.
O final de Medal of Honor: Heroes revelou que Joseph estava planejando ataques de resgate de prisioneiros de guerra, significando que Joseph embarcou em mais uma missão para resgatar Donnie mais tarde na guerra.

## Recepção
A versão para PlayStation 2 de Medal of Honor: Rising Sun recebeu o prêmio de vendas "Double Platinum" da Entertainment and Leisure Software Publishers Association (ELSPA), indicando vendas de pelo menos 600.000 cópias no Reino Unido; e uma certificação "Gold" da Verband der Unterhaltungssoftware Deutschland (VUD), para vendas de pelo menos 100.000 unidades na Alemanha, Suíça e Áustria.
O jogo recebeu críticas "mistas ou médias" de acordo com o agregador de críticas de videogame Metacritic. Os críticos concordaram que as missões iniciais de Pearl Harbor foram uma ótima introdução ao jogo, no entanto, as missões posteriores foram consideradas inferiores em comparação, levando o questionamento se o jogo foi lançado "inacabado".

## Sequência cancelada
Uma sequência foi originalmente planejada na qual os jogadores assumiriam o papel do irmão de Joseph, Donnie. No entanto, foi cancelada devido a recepção de Rising Sun.